# Teoría de la singularidad
En matemáticas, la teoría de la singularidad estudia espacios que son casi múltipliegues o variedad, pero no lo suficiente. Una cuerda puede servir como un ejemplo de un multipliegue unidimensional, si uno desatiende su grosor. Se puede hacer una singularidad, convirtiéndola en una bola, dejándola caer al suelo y aplanándola. En algunos sitios,  la cuerda aplanada tendrá aproximadamente una forma de  "X". Los puntos en el suelo donde hace esto, son una especie de singularidad, conocida como el punto doble: un trozo de suelo se corresponde con más de un trozo de cuerda. Quizás la propia cuerda también se tocará sin cruzarse, como una "U" subrayada . Esa es otra clase  de singularidad. A diferencia del punto doble, no es estable, en el sentido de que un pequeño empujón hará ascender el fondo de la "U" fuera del "subrayado".
Vladimir Arnold define el objetivo principal de la teoría de singularidad,  describiendo cómo los objetos dependen de parámetros, particularmente en casos donde las propiedades experimentan cambios repentinos, bajo una variación pequeña de los parámetros. Estas situaciones se denominan bifurcaciones o catástrofes. El clasificar los tipos de cambios y caracterizar los conjuntos de parámetros que aumentan estos cambios, son algunos de los objetivos matemáticos principales. Un ejemplo sencillo, podría ser el esbozo o silueta de un objeto liso, como una alubia de riñón. Desde algunos ángulos, la silueta es una curva lisa,  pero cuando se rota el objeto, el esbozo primero formará una esquina aguda y luego una auto-intersección con cúspides. Las singularidades pueden ocurrir en una gama amplia de objetos matemáticos, desde las matrices que dependen de parámetros, a los frentes de ondas.

## Cómo pueden surgir las singularidades
En la teoría de la singularidad, se estudia el fenómeno general de los puntos y los conjuntos de singularidades, cuando parte del concepto de que los multipliegue o colectores (espacios sin singularidades) pueden adquirir puntos especiales, singulares, por un número de rutas. La proyección es una manera, muy obvia en términos visuales, cuándo los objetos tridimensionales se proyectan a dos dimensiones (por ejemplo en uno de nuestros ojos); el mirar los pliegues de las telas de un clásico estatutario, se encuentra entre las características más obvias. Las singularidades de esta clase incluyen la cáustica, muy familiar cuando la luz hace patrones en el fondo de una piscina.
Otras maneras en las que ocurren las singularidades,  es por degeneración de una estructura colector o multipliegue. La presencia de simetría puede ser una buena causa para considerar orbidades u orbipliegues, que son multipliegues que han adquirido "esquinas", en un proceso de plegado, pareciéndose al arrugado de una servilleta de mesa.